# Vaxbarn
Vaxbarn är en figur eller docka av vax, som i folktro används för att tillfoga en annan person skada.

## Beskrivning
En figur eller docka görs som föreställer ett litet barn eller foster, utförd i vax. Figuren bäres nära kroppen av en kvinna i 40 veckor, som en graviditet, varefter figuren/barnet döpes. Efter detta representerar vaxbarnet personen man vill skada eller förgöra, och genom att skada vaxfiguren tänkes skada tillfogas den andra personen.
Föreställningen anknyter till uråldriga traditioner i form av voodoo-dockor och figurer av vax eller bly som användes i det antika Mesopotamien för att kanalisera skadlig magi mot utvalda personer.

## Historiska exempel
- Gyde Spandemager erkände under tortyr att hon "förde ett vaxbarn ... till en person som skulle låta det kristna" och brändes 1543 på bål för häxeri för detta och andra påstådda handlingar.
- Christenze Kruckow åtalades bland annat för att med hjälp av en vaxdocka ha förhäxat en prästfru tills hon blev sinnessjuk, och avrättades 1621 med halshuggning för dessa handlingar.
- Kerstin Knudsdatter avrättades 1654 med halshuggning vid häxprocessen på Vegeholm bland annat för att ha tillverkat ett vaxbarn och bedrivit trollkonster för att döda godsägaren Iver Mogensen Krabbe.